# Mengu

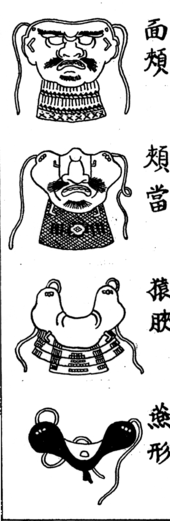
Una imagen de varias mengu

Mengu (men yoroi) es un término que designa varios tipos de máscaras usadas por los samurái en el Japón feudal con el motivo de intimidar e infligir temor a su enemigo características por largos cuernos y colmillos que parecían al portador más intimidante y fuerte

## Descripción
Las mengu eran máscaras utilizadas como armadura facial que cubrían total o parcialmente el rostro y aseguraban el casco o kabuto, ya que la correa del casco (shinobi-no-o) se ataba bajo la mengu. En sus extremos contaban con ganchos (ori-kugi) o sujeciones (odome) localizados en varios puntos de la máscara para fijar el kabuto. Habitualmente fabricadas con hierro, cuero (nerigawa) o una combinación de ambos, podían tener acabados lacados e incluir una gran variedad de detalles faciales, tales como bigotes, narices y dentaduras de aspecto fiero destinados a amedrentar a sus oponentes y que frecuentemente evocaban caras de demonios o espíritus. La mayoría de mengu, con la excepción del happuri, incluían un pequeño agujero nasal (ase nagashi no ana) bajo la mandíbula para facilitar la respiración.
Las mengu son similares a un tipo de máscara usada por la infantería china de las dinastías Han a Song.

## Tipos de mengu

### Somen

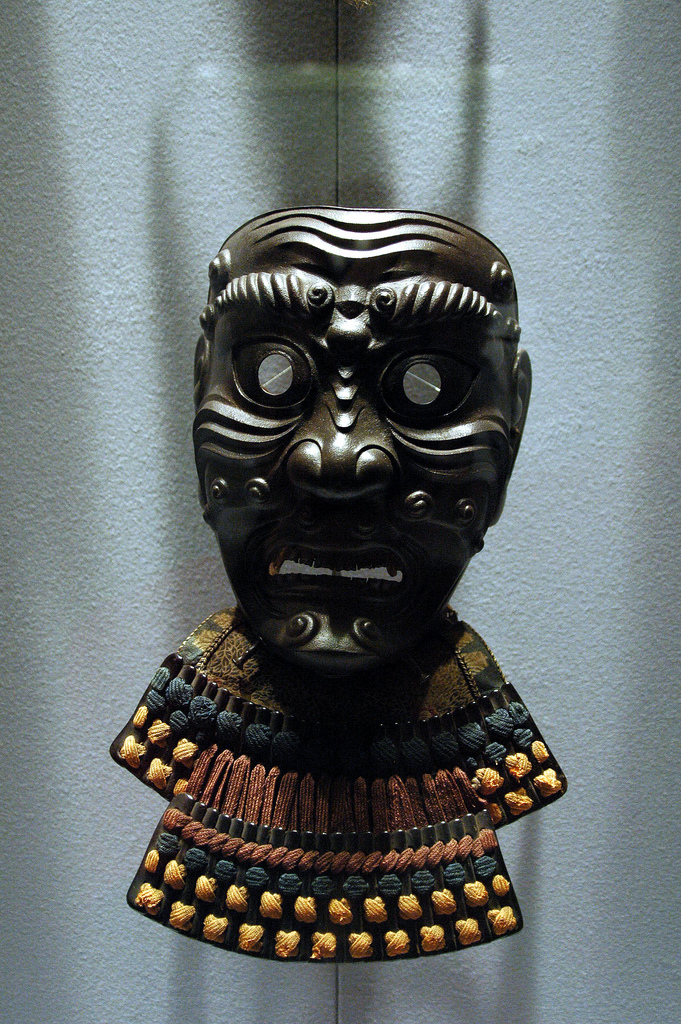
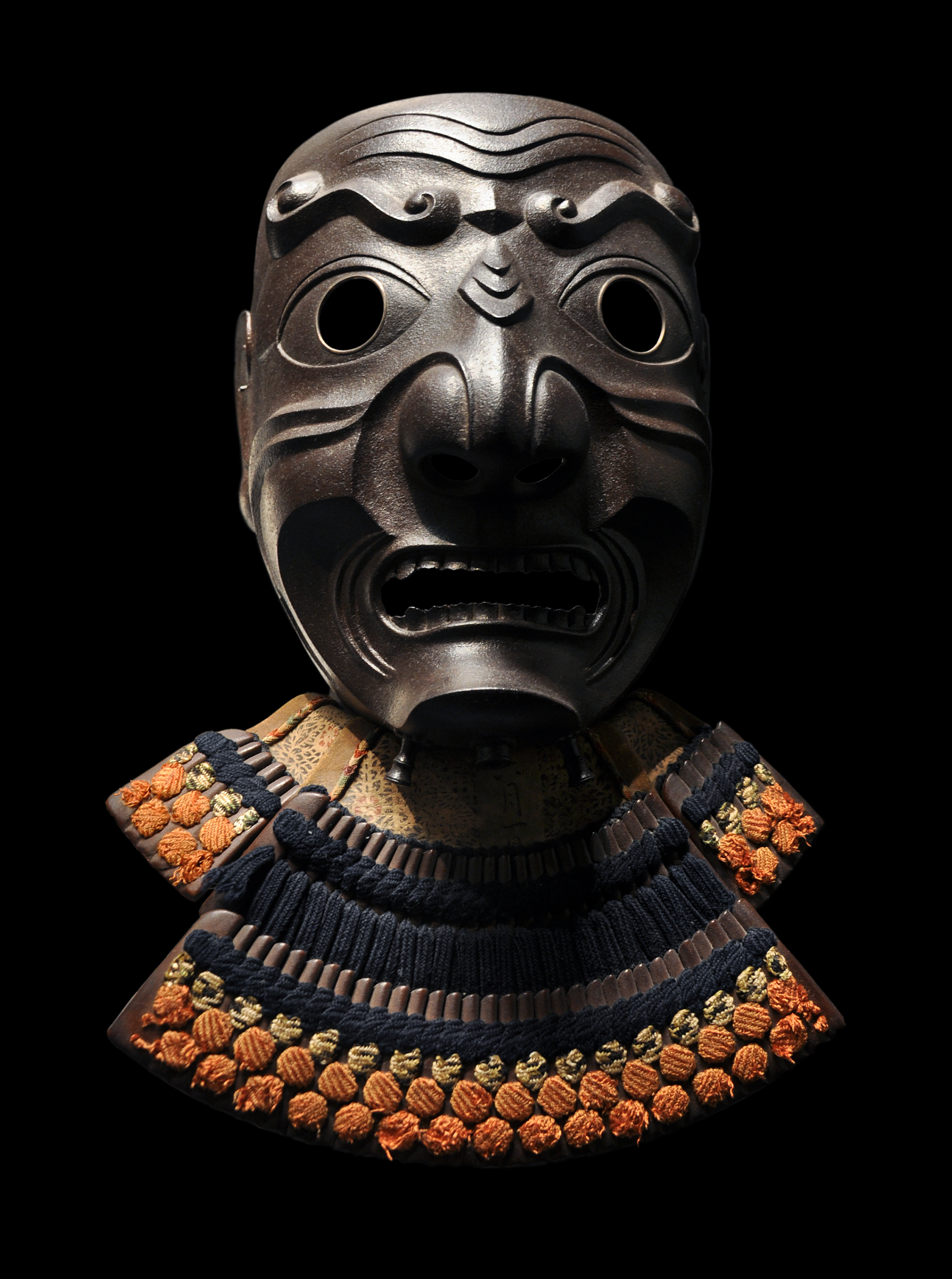
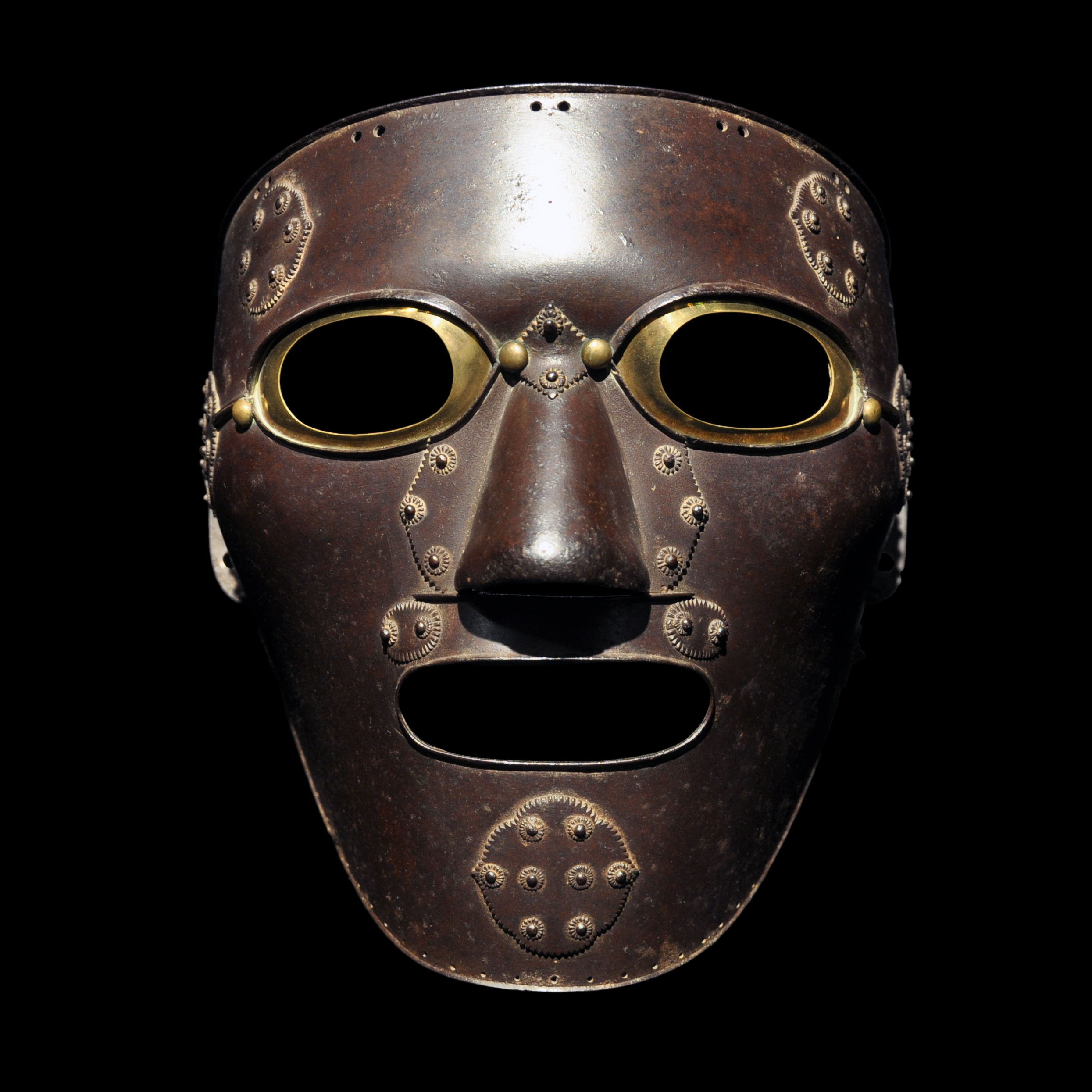
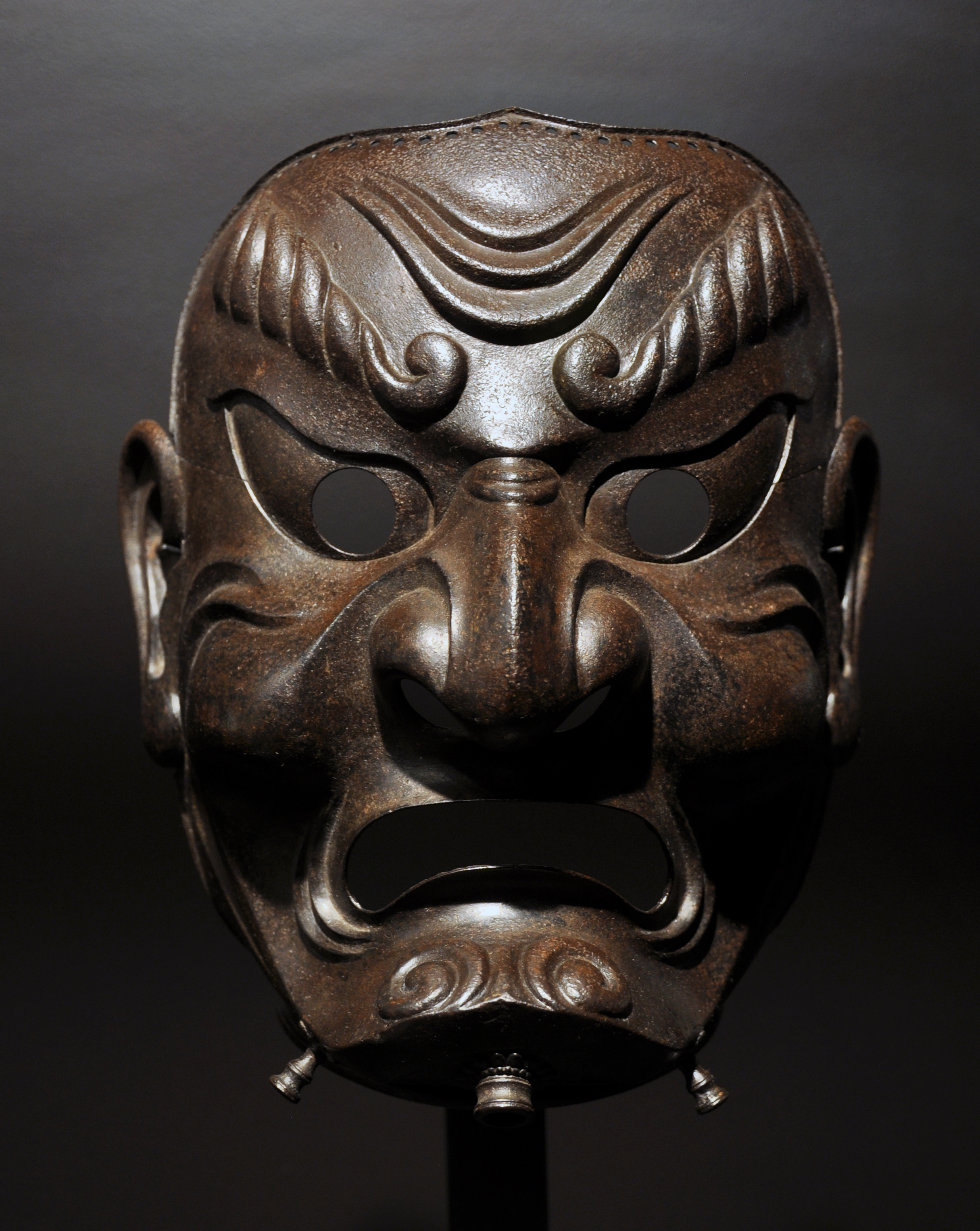

Las somen cubrían la cara entera.

### Menpō
Las menpō cubrían la cara de la nariz a la barbilla.

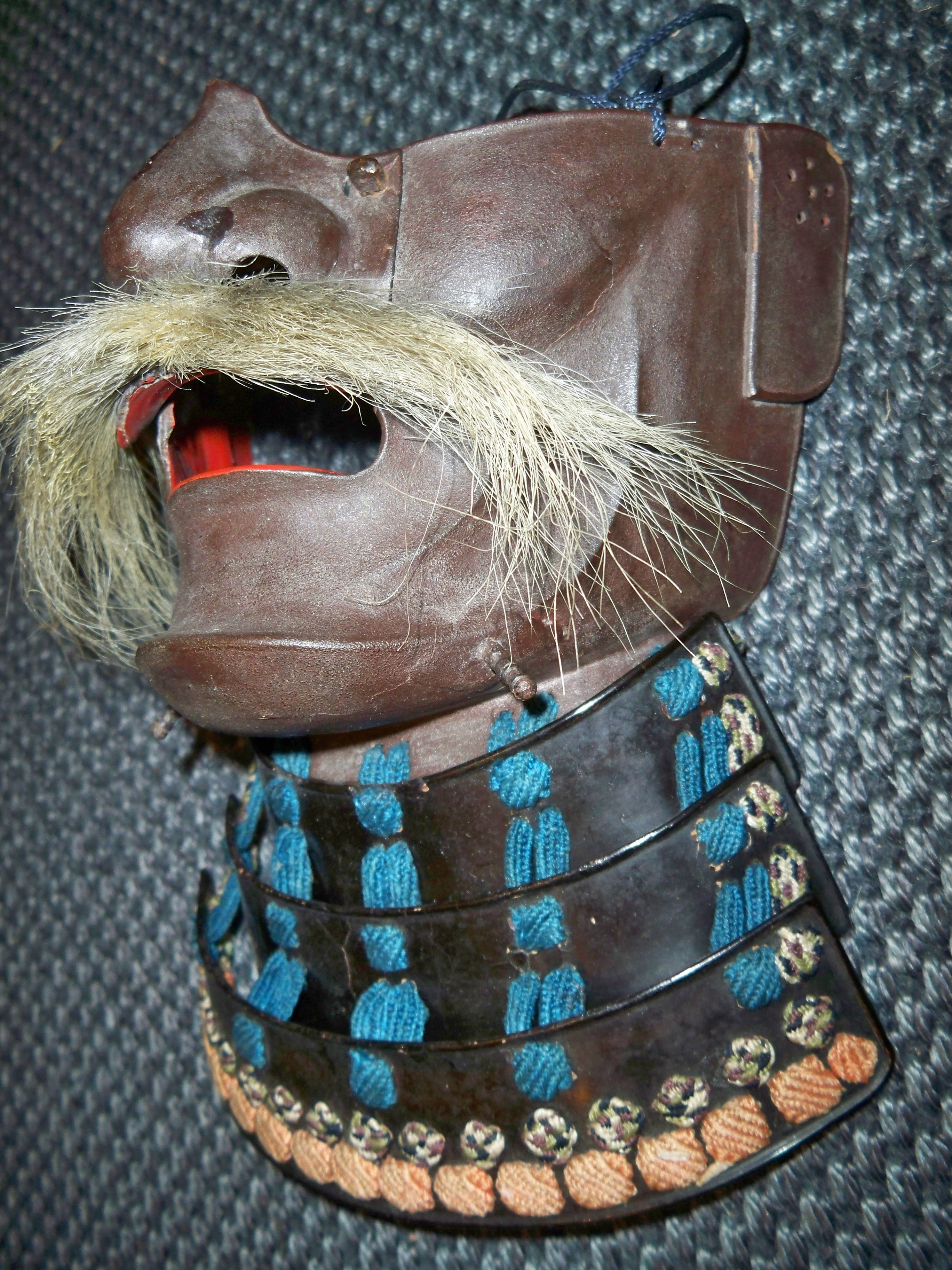
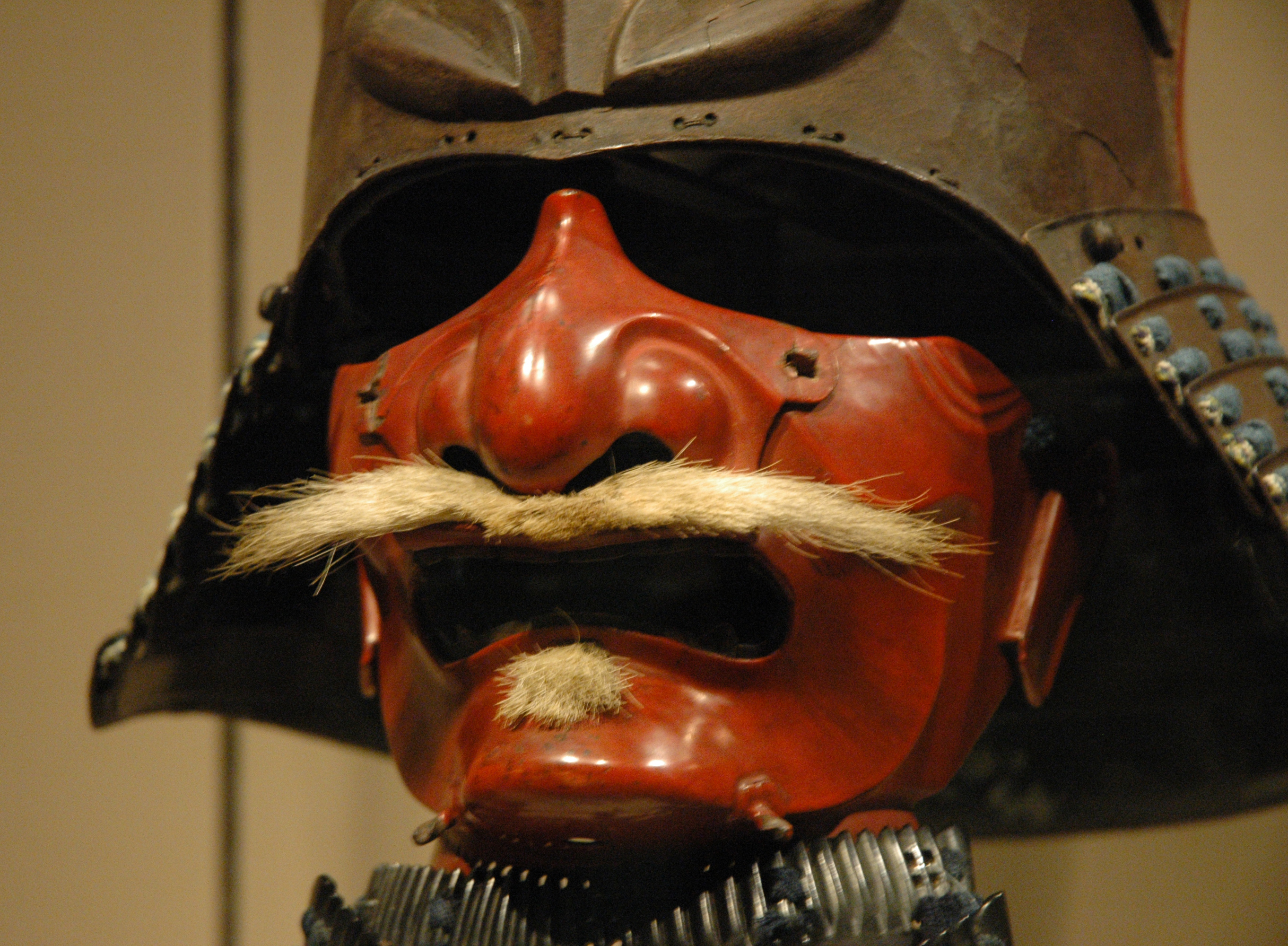
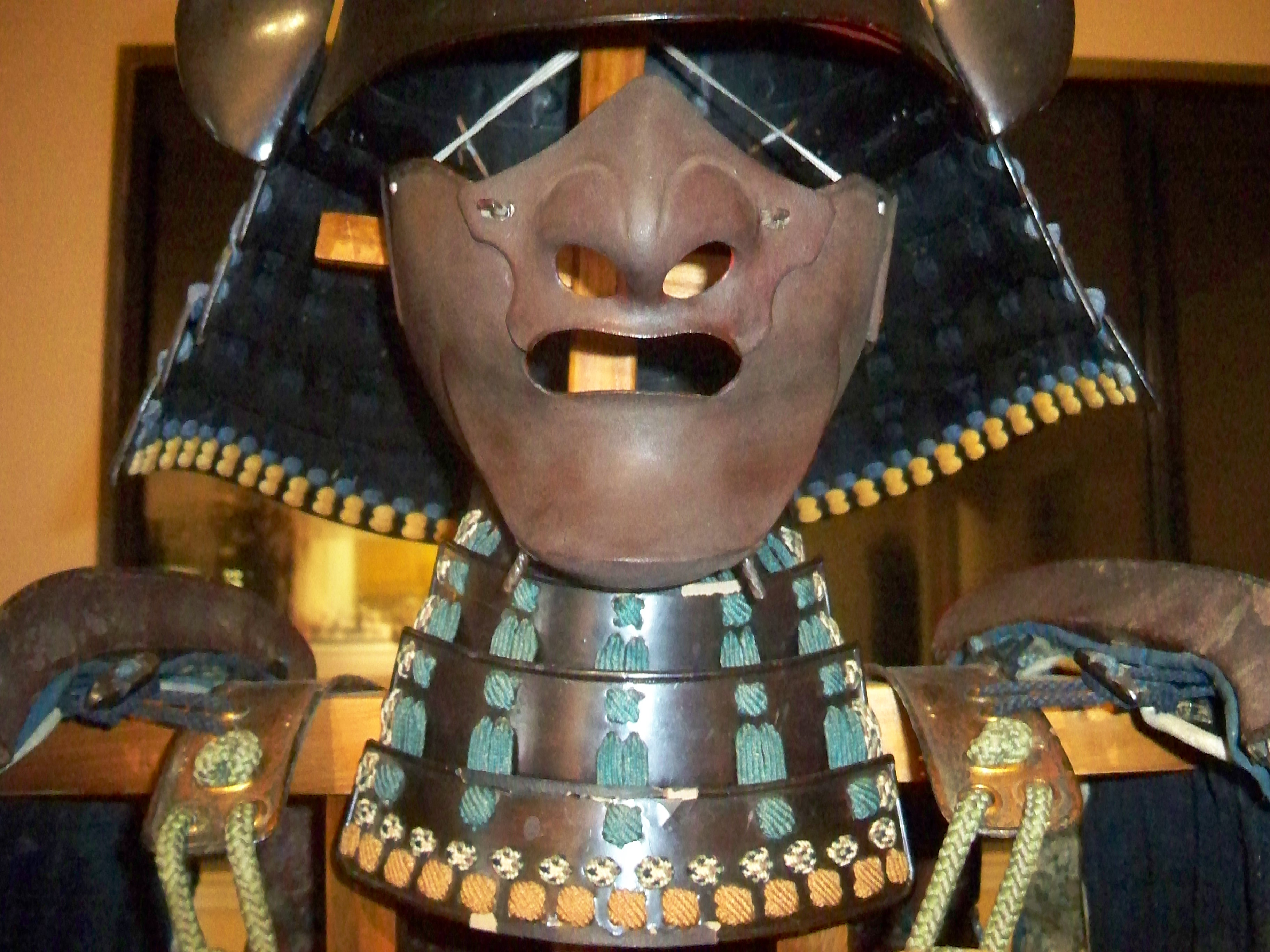
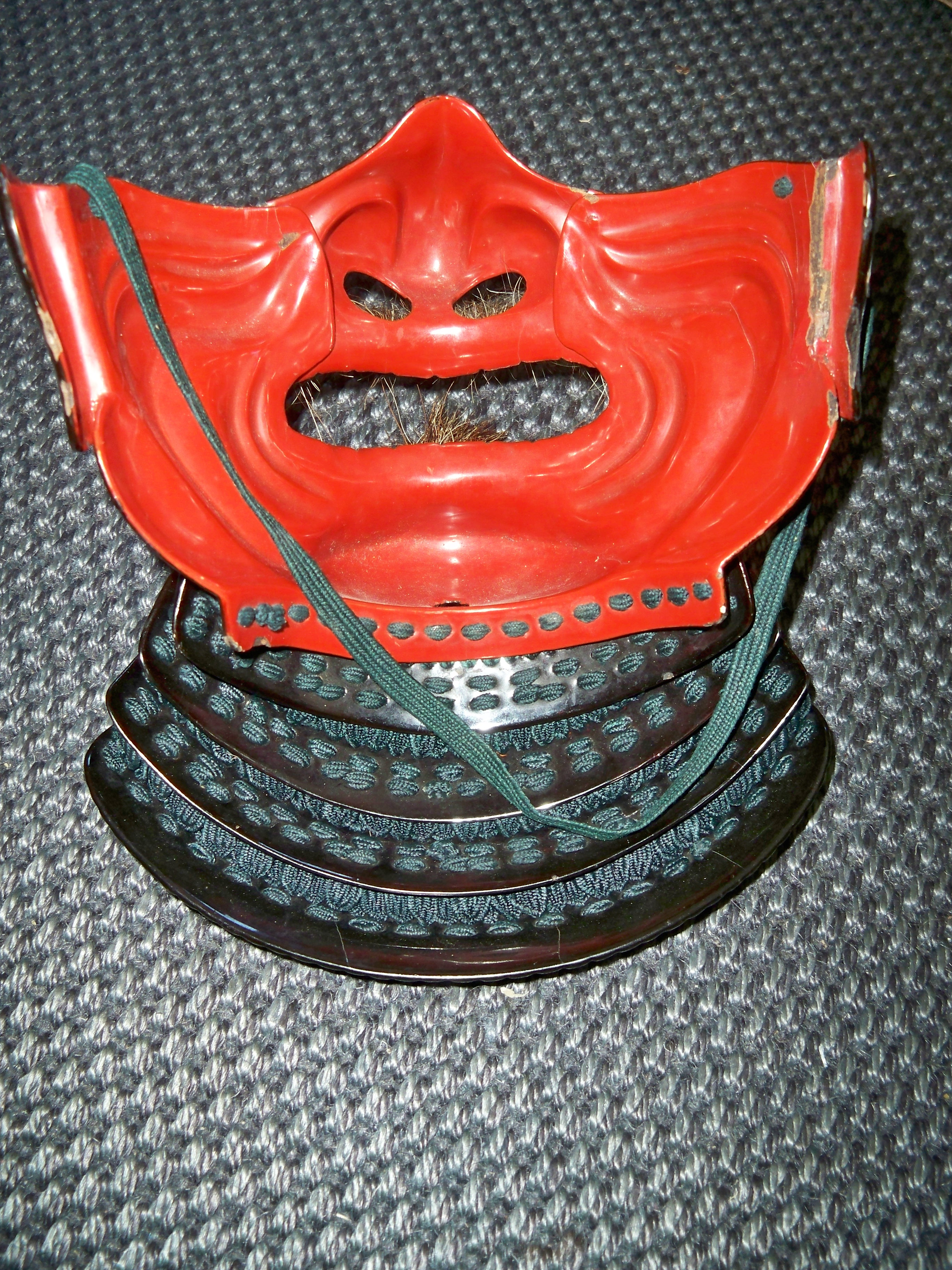

### Hanpō
Las hanpō cubrían desde debajo de la nariz hasta la barbilla.

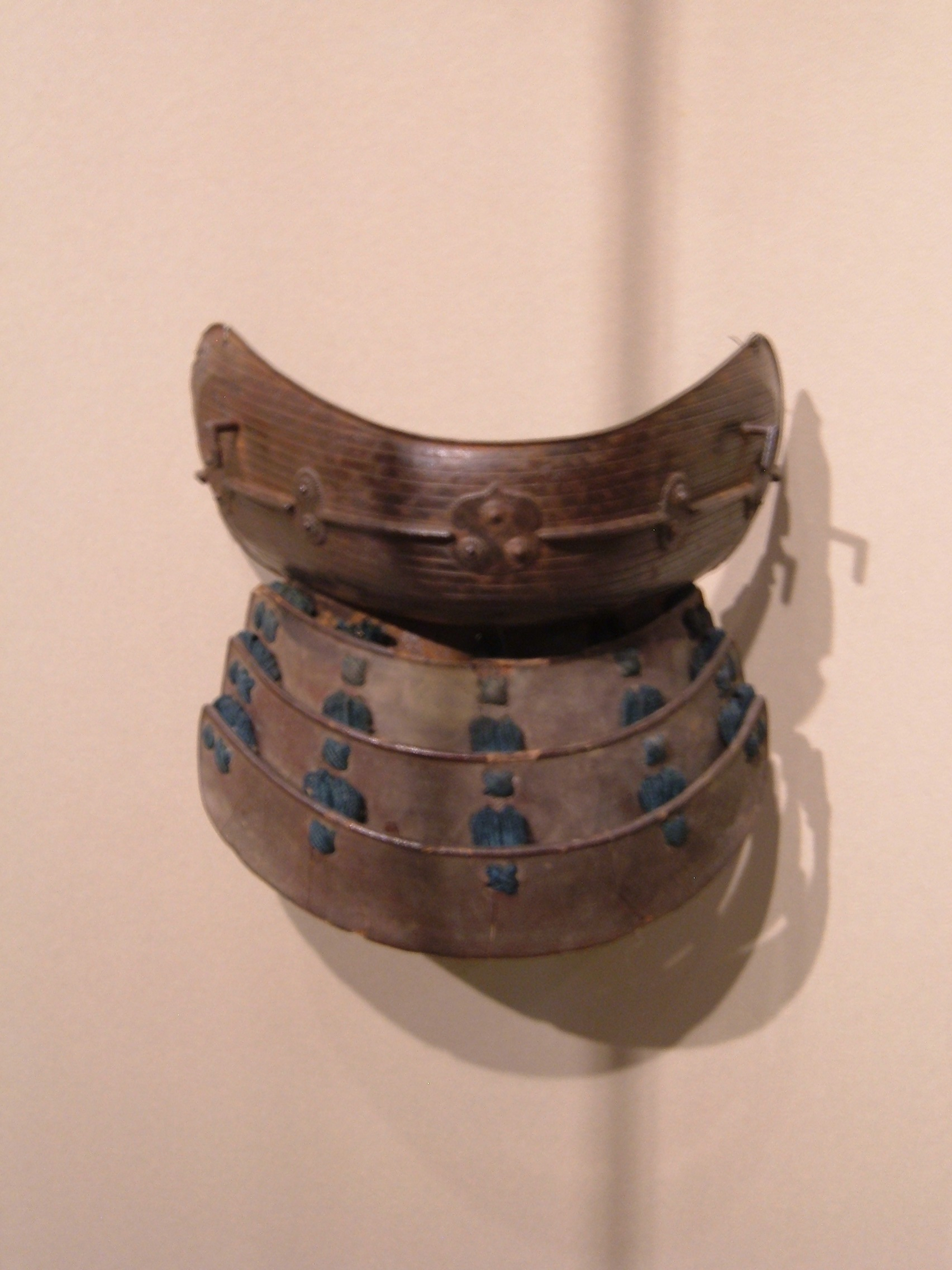
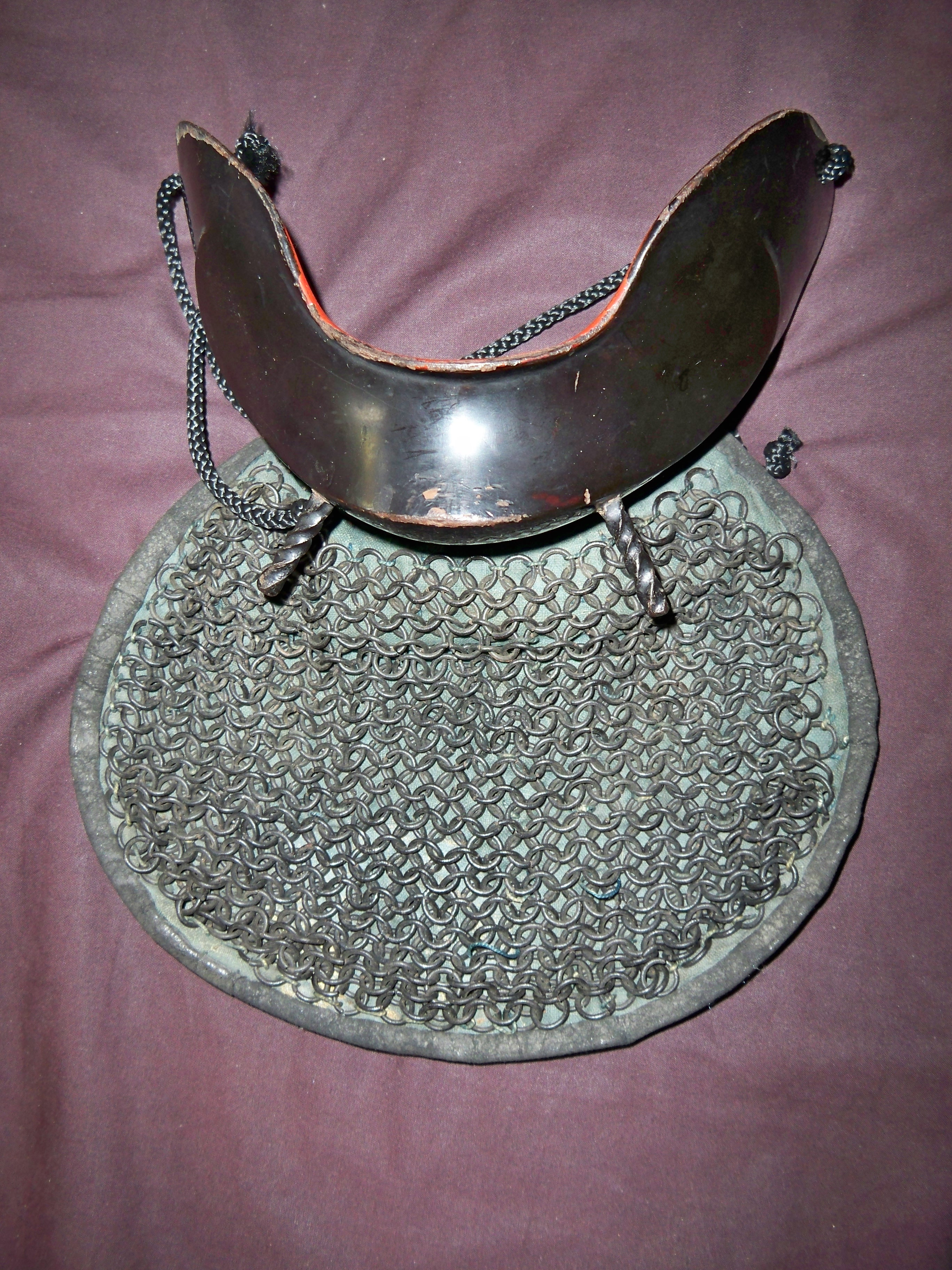
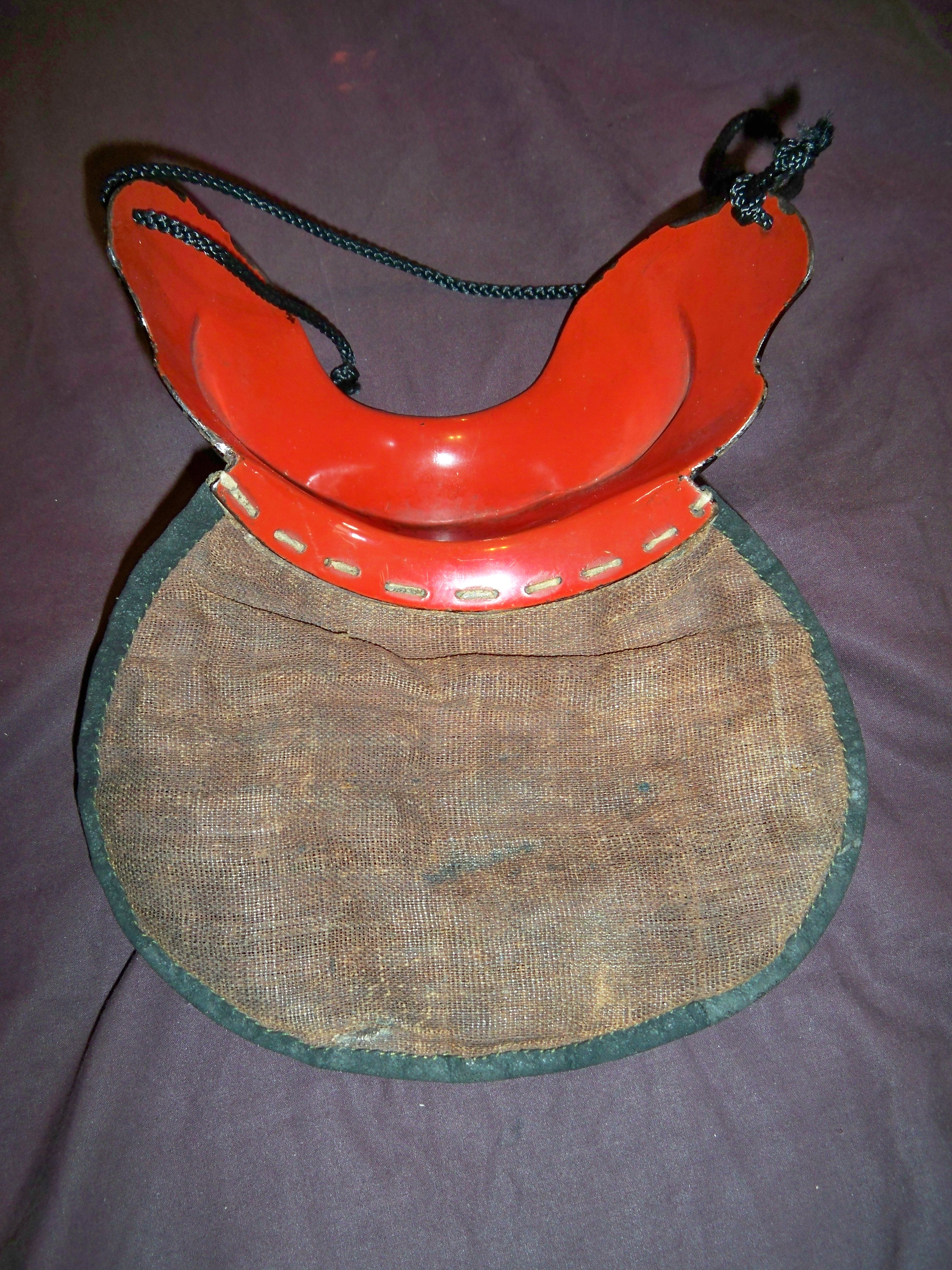

### Happuri
Las Happuri cubrían la frente y las mejillas.

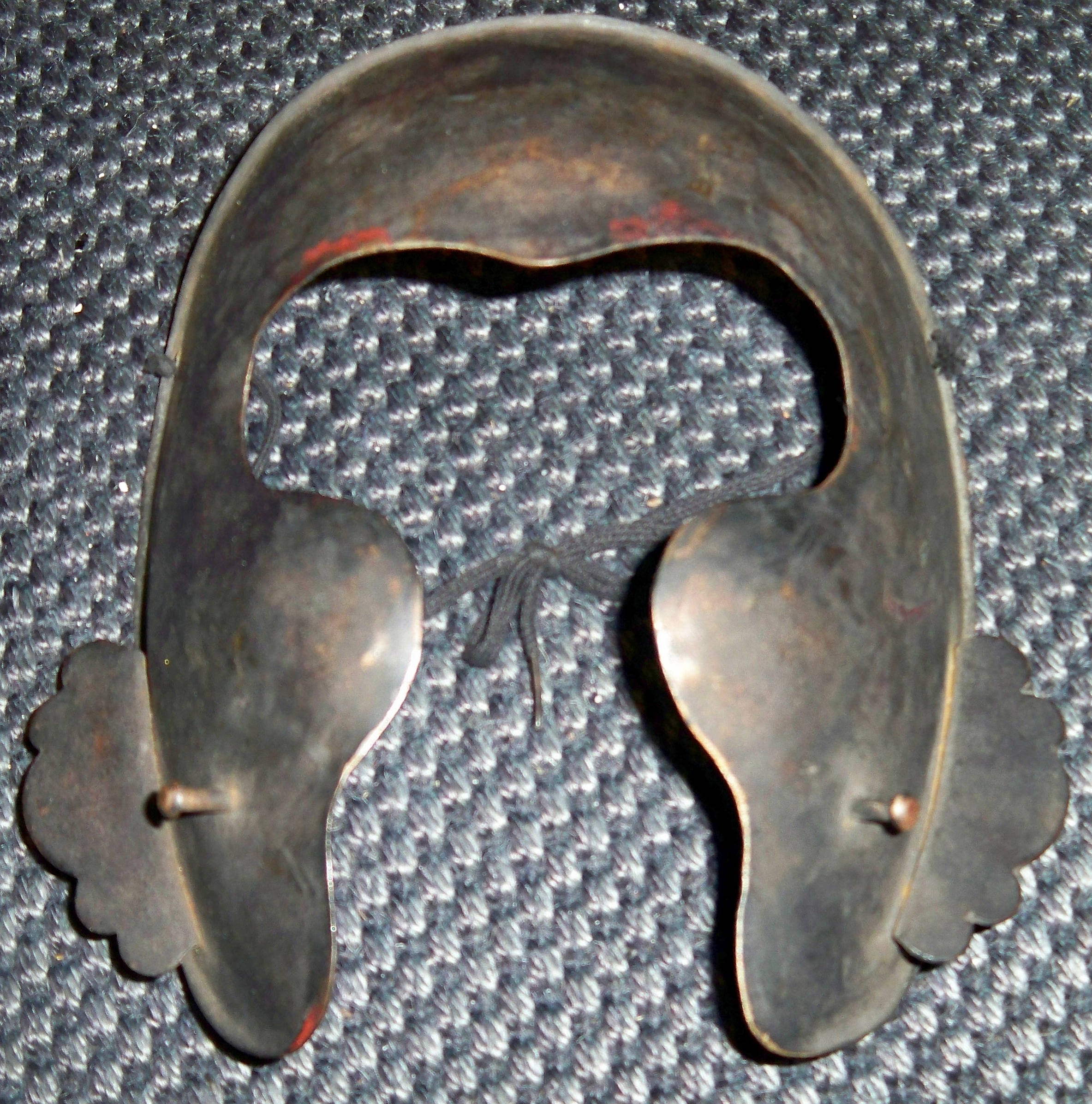
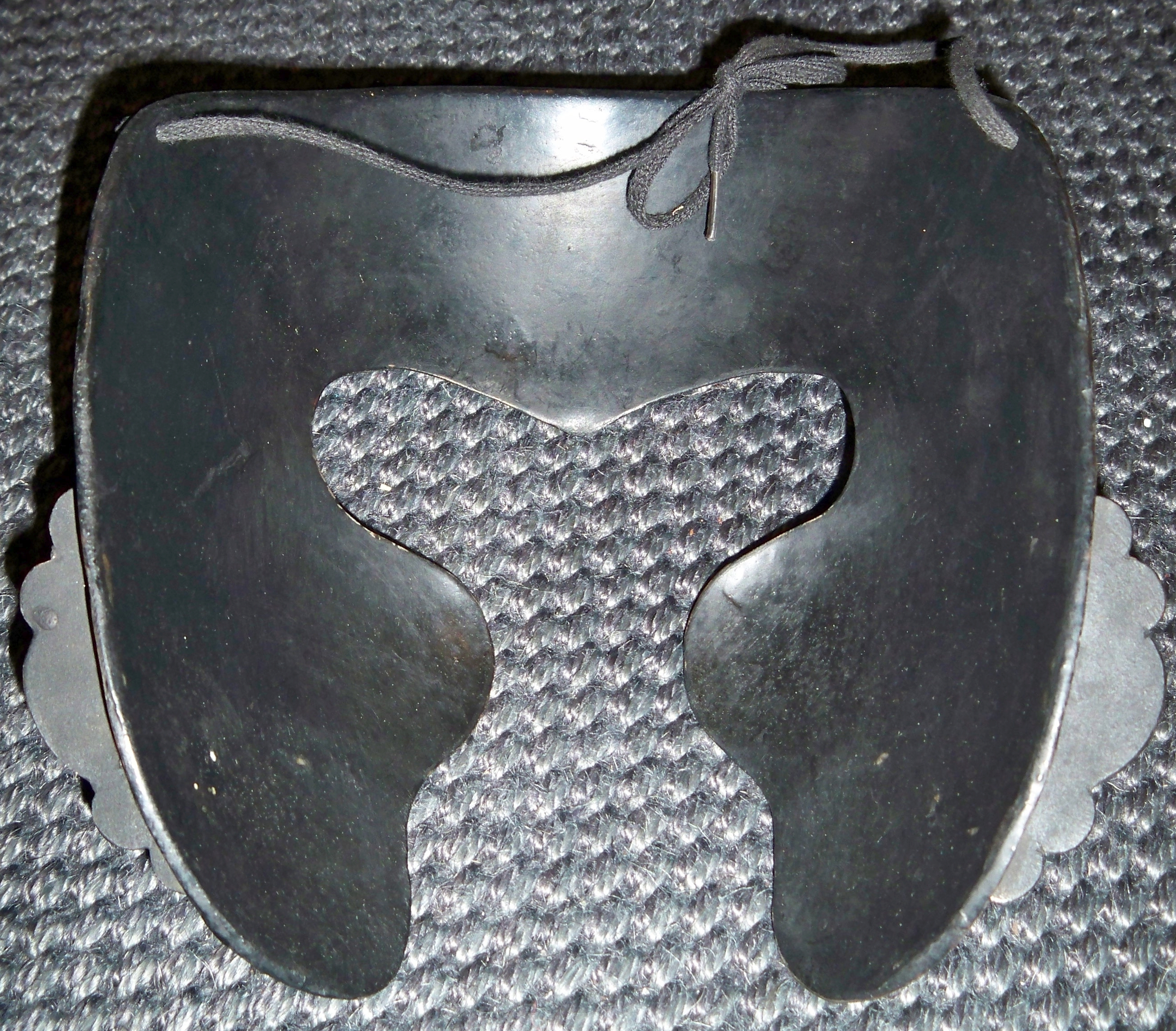

### Partes del mengu

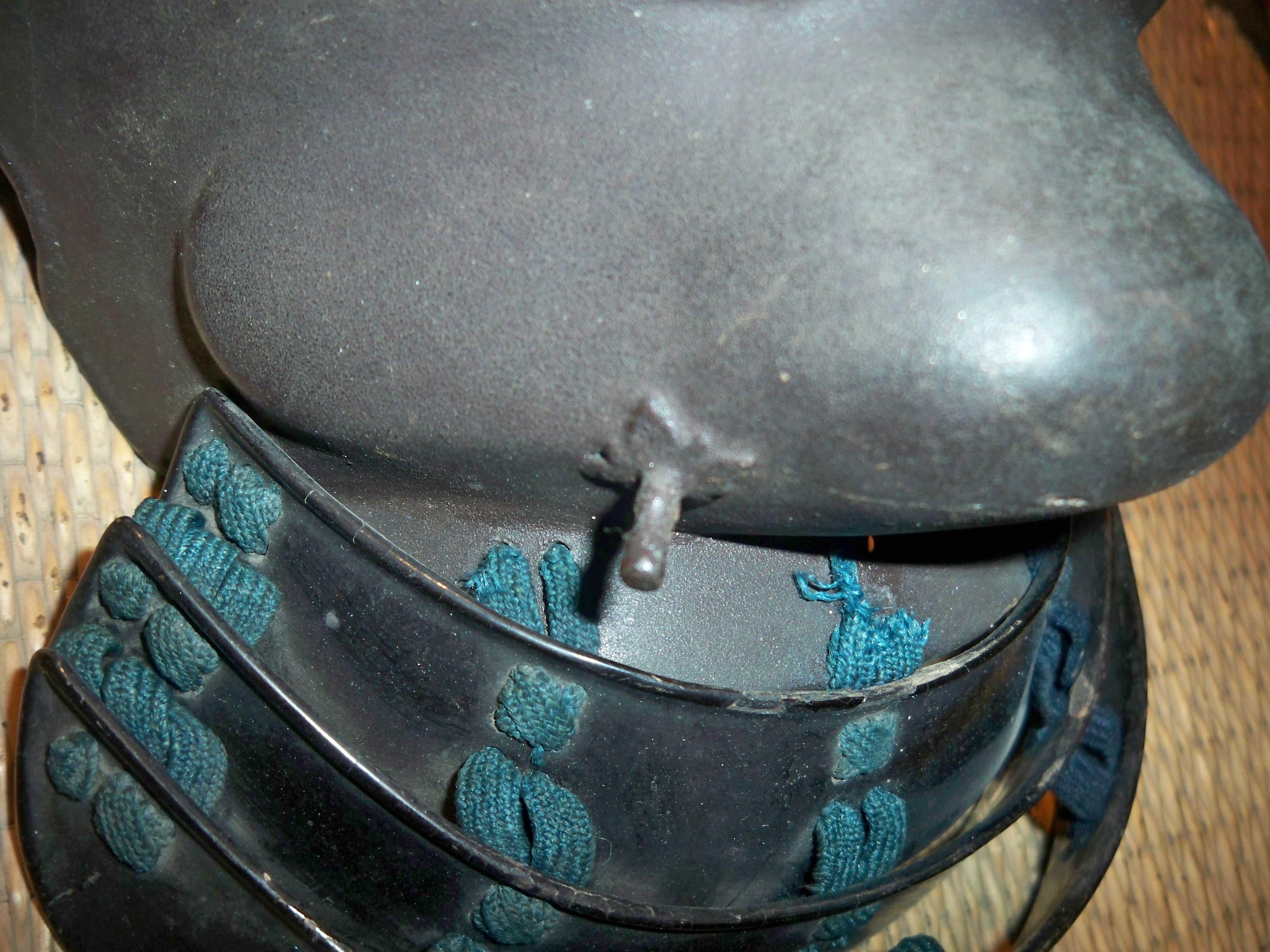
Odome, una sujeción para asegurar la correa del casco.
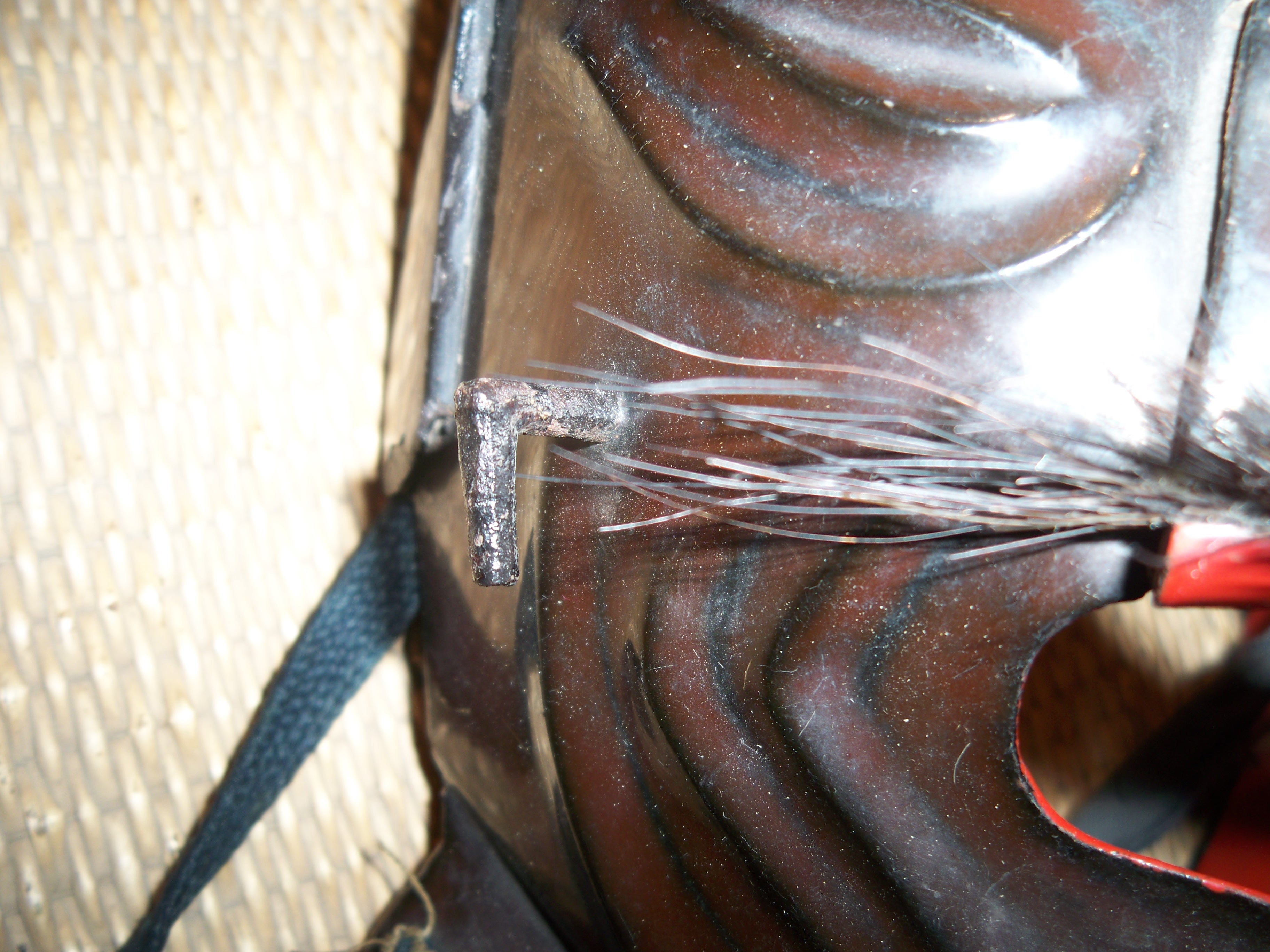
Ori-kugi, un gancho para mayor seguridad.
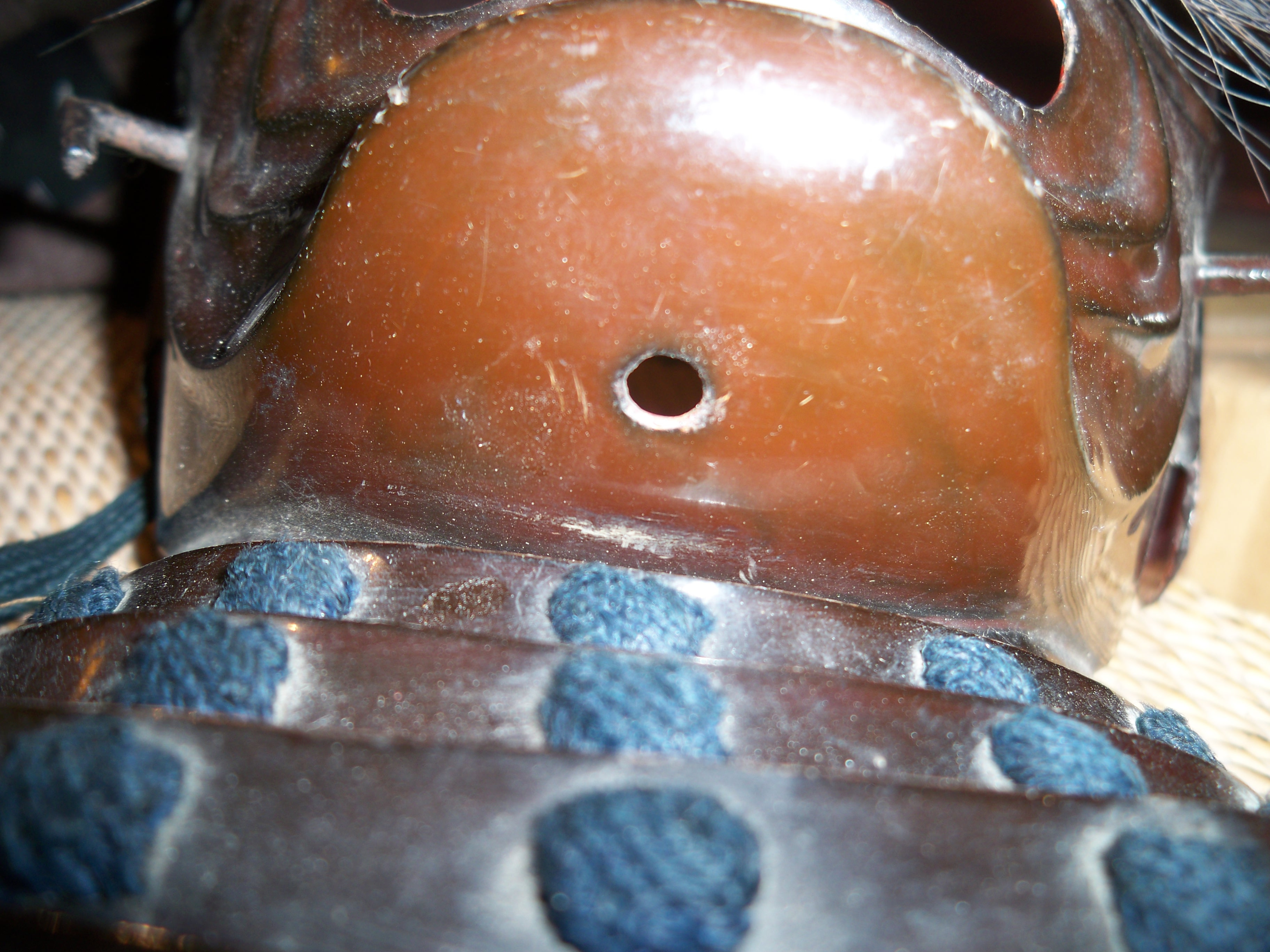
Ase nagashi no ana, un orificio o tubo de respiración localizado bajo la barbilla.
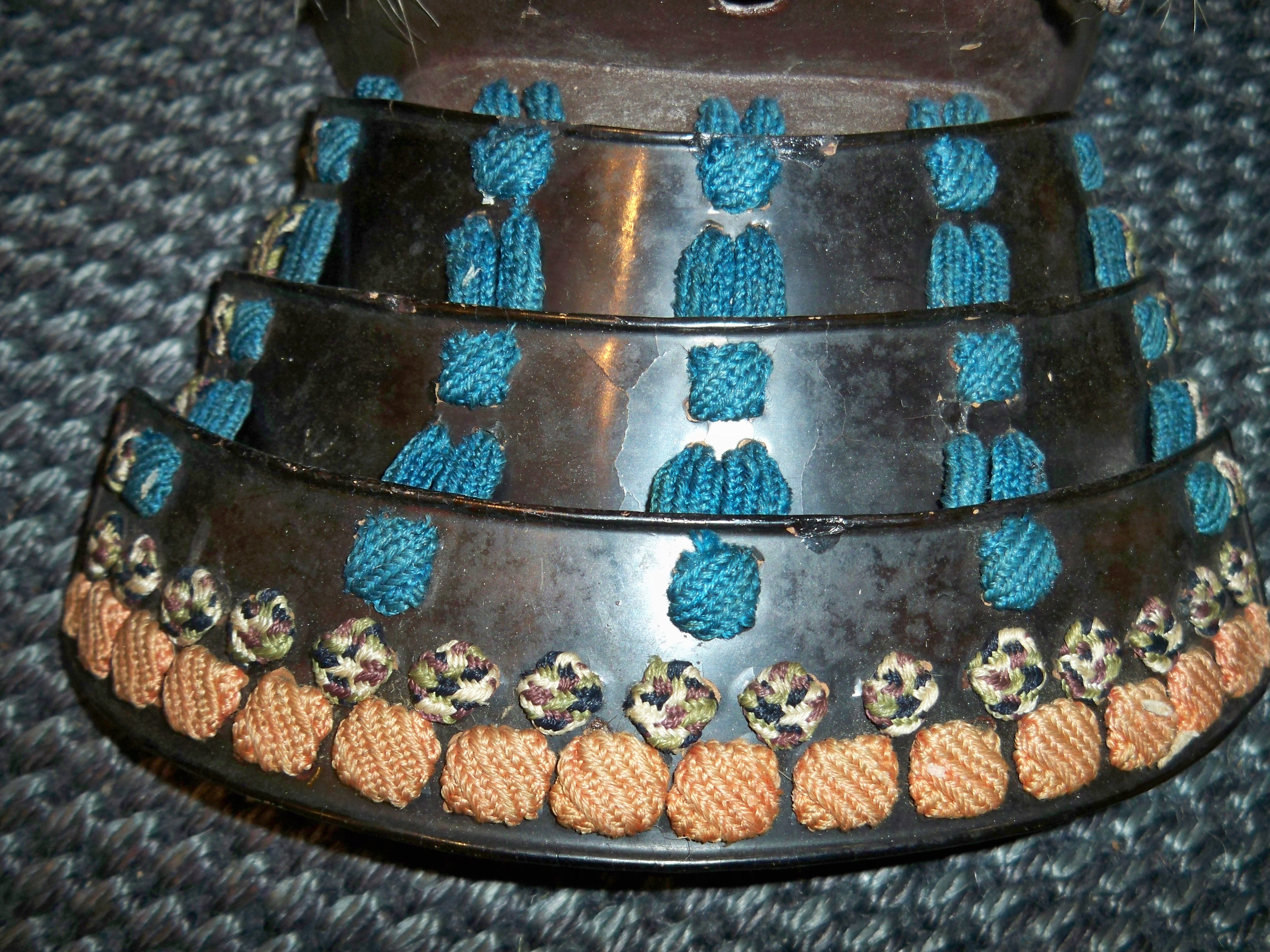
Yodare-kake, una pieza que protegía la garganta.